# Beloglottis mexicana
Beloglottis mexicana là một loài thực vật có hoa trong họ Lan. Loài này được Garay & Hamer mô tả khoa học đầu tiên năm 1981.